# سیدو براهینو
سیدو براهینو (انگلیسی: Saido Berahino؛ زادهٔ ۴ اوت ۱۹۹۳) بازیکن فوتبال اهل بوروندی است که به عنوان مهاجم برای باشگاه فوتبال زولته وارخم و تیم ملی فوتبال بوروندی بازی می‌کند. او با به ثمر رساندن ۱۰ گل در ۱۱ بازی برای تیم ملی زیر ۲۱ سال انگلیس پس از آلن شیرر و فرانسیس جفرز سومین گلزن برتر تاریخ این تیم می‌باشد.
براهینو برای نخستین بار توسط روی هاجسون، سرمربی تیم ملی انگلستان در اکتبر ۲۰۱۴ برای بازی مقابل تیم اسلوونی در چارچوب مسابقات مقدماتی جام ملت‌ها و همچنین بازی دوستانه برابر تیم ملی اسکاتلند به تیم ملی فرا خوانده شد.